# Diopsis circularis
Diopsis circularis är en tvåvingeart som beskrevs av Macquart 1835. Diopsis circularis ingår i släktet Diopsis och familjen Diopsidae. Inga underarter finns listade i Catalogue of Life.